# Sulpitia Cesis
Sulpitia Lodovica Cesis (Modena,  15 de maio de 1577)  foi uma compositora e alaudista italiana.  

## Aspectos dos Motetti Spirituali
O livro Motetti Sipirituali,  reúne 23 polifonias para 2 a 12 vozes. Embora a maioria dos motivos seja escrita em latim, quatro são escritas em italiano. Alguns estudiosos acreditam que a peça foi composta antes de 1619 por causa do seu estilo. Ao contrário dos seus contemporâneos, o seu trabalho contém indicações para instrumentos como cornetas, trombones, violoncelo e contrabaixo. As suas obras para 12 vozes também são bastante diferentes das obras de 2 a 3 vozes populares no século XVII  :164
Também existe uma parte do baixo, que é interessante,uma vez que esta música foi escrita para freiras enclausuradas. Uma explicação para isto, é que esta parte devia ser para órgão ou viola da gamba. Outra é que as partes baixas podem ter sido cantadas uma oitava acima da escrita, pois ela deu essa indicação em algumas secções.  :165
Cesis dedicou a sua colecção a outra freira que tinha o mesmo nome de família, Anna Maria Cesis, do convento de Santa Lúcia em Roma. Os conventos de ambas eram famosos pela sua música.
Sulpitia Cesis é mencionada na cronica sobre a vida em Modena de Giovanni Battista Spaccini, como a compositora de uma polifonia que foi apresentada nas portas do convento San Geminiano durante uma procissão religiosa, em 1596. 

## Exemplo do seu trabalho
"Maria Madalena e altera Maria": 
- Esta música não foi concebida como um hino congregacional e é um versículo de Mateus 28: 1-7, tradução:[8]

Maria Madalena e a outra Maria foram ao palácio do sepulcro. Mas o anjo, respondendo, disse às mulheres: "Não tenhais medo; pois eu sei que buscais a Jesus, que foi crucificado. Ele não está aqui, porque já ressuscitou, como havia dito. E eis que ele vai adiante de vós para a Galileia; ali o vereis."
Neste texto, "Cesis insere frases fraccionadas, sublinhando o nome de Maria Madalena e representando a palavra surrexit (ele ressuscitou), em uma textura predominantemente homofônica e afectivamente usa a  suspensão harmónica e a dissonância para enfatizar o milagre do desaparecimento de Jesus (Não est hic, "Ele não está lá") ".  :165

## Títulos das suas polifonias
São estes os títulos das suas polifonias que foram compilados no seu livro Motetti Spirituali:
1. Hodie gloriosus
2. Cantate Domino
3. Io so ferito si
4. Jubilate Deo
5. Il mio piu vago sole
6. Pecco Signore
7. Salve gemma confessorum
8. O Crux splendidior
9. Cantemus Domino
10. Angelus ad pastores
11. Benedictus Dominus
12. Dulce nomen Jesu Christe
13. Stabat Mater
14. Hic est beatissimus
15. Quest'è la bella [. . . ]
16. O Domine Jesu Christe
17. Sub tuum praesidium
18. Maria Magdalena
19. Ecce ego Joannes
20. Puer qui natus est
21. Magi videntes stellam
22. Ascendo ad Patrem
23. Parvulus filius